# أوبركماندو دير مارينه
أوبركماندو دير مارينه Oberkommando der Marine (OKM)، التي تُرجمت باسم القيادة العليا للقوات البحرية أو القيادة العليا للبحرية، هي القيادة العليا وأعلى سلطة إدارية وقيادية في كريغسمارينه. تم تشكيلها رسميًا من Marineleitung ("القيادة البحرية") من الرايخويهر في 11 يناير 1936. في عام 1937 تم دمجه مع قيادة الحرب البحرية (أس كيه أل) المشكلة حديثًا. كانت هناك إعادتي تنظيم رئيسيتان الأولى في نوفمبر 1939 والثانية في مايو 1944.

## منظمة
تم تقسيم أوبركماندو دير مارين إلى ستة أقسام:
- أوبركماندو دير مارينه (OBdM) في اعلى الهرم - القائد الأعلى وموظفيه، مع مسؤولية الاتصال مع القيادة العليا للفيرماخت، ومن مسؤولياته التخطيط والتقنية والهندسية والطبية والاقتصادية والبحوث والدعاية وشؤون الموظفين.
- تم تشكيل قيادة الحرب البحرية (SKL) ("مكتب الحرب البحرية") في 1 أبريل 1937. ترتبط في الأصل ارتباطًا وثيقًا بكل من القيادة العليا للبحرية و Marinekommandoamt، مع القائد الأعلى (للقيادة العليا للبحرية) وأيضًا رئيس قيادة الحرب البحرية، ورئيس Marinekommandoamt يرتقي في السلم كرئيس أركان قيادة الحرب البحرية. من 23 أغسطس 1939 تم تقسيم المكاتب وأصبحت Marinekommandoamt تابعة لـ قيادة الحرب البحرية مع رئيسها وموظفيها. أوكلت لقيادة الحرب البحرية تخطيط وتنفيذ الحرب البحرية ووجهت توزيع القوات البحرية، على الرغم من أن سلطتها كانت محدودة خلال الحرب في المناطق البحرية غير المحلية، وفي فبراير 1943 عندما تم تعيين كارل دونتز كرئيس أوبركماندو دير مارين فقدت السيطرة على عمليات غواصات يو. في 1 مايو 1944 تم إعادة تعيين رئيس أركان قيادة الحرب البحرية الشيف دير. تم تكليف المكتب بعد ذلك بقيادة وحدات الأسطول التي تعمل في مجال النقل والحصار والطرادات الإضافية وشحن الإمدادات.
- تم تشكيل Marinekommandoamt ("إدارة القيادة البحرية") في 11 يناير 1936 مع تشكيل القيادة العليا للقوات البحرية، لكنها كانت موجودة سابقًا في Marineleitung منذ عام 1920. تابع إلى أوبركماندو دير مارين، اعتبارًا من أبريل 1937 ، عمل أيضًا Chef des Marinekommandoamt كرئيس هيئة أركان قيادة الحرب البحرية. في منتصف عام 1939، تم تقسيم المكتبين وتلقى مارينكوماندامامت رئيسًا جديدًا تابعًا لرئيس أركان قيادة الحرب البحرية. من عام 1942، كان المكتب يُعرف أيضًا باسم Quartiermeisteramt، ومن 20 أبريل 1943 أعيد تسمية Chief إلى Admiralquartiermeister . في 1 مايو 1944 تم إعادة تسمية المكتب رسميًا باسم Quartiermeisteramt . إلى جانب العمليات البحرية، كان لماركنوماندوامت مسؤوليات في مجال الإمداد والتموين والاستخبارات والتدريب والدفاع الساحلي والجوي.
- تم تشكيل Marinewaffenamt ("إدارة الأسلحة البحرية") في عام 1934 ، وتم تغيير اسمها إلى Marinewaffenhauptamt ("إدارة الأسلحة البحرية") في عام 1939، وKriegsmarine-Rüstung ("الأسلحة البحرية") في عام 1944، وأشرفj على التطوير والاختبار وإنتاج الأسلحة البحرية من جميع الأنواع، وكذلك التدابير الإلكترونية المضادة والاتصالات اللاسلكية.
- تأسست Allgemeines Marineamt ("إدارة البحرية العامة") في يناير 1936، أعيدت تسميتها Allgemeine Marinehauptamt ("إدارة البحرية العامة") في نوفمبر 1939، ومرة أخرى إلى Kriegsmarine-Wehr ("قوات الدفاع البحرية") في عام 1944، كانت معنية بشكل أساسي بإدارة القضايا؛ وشملت الإدارات القانونية والطبية والاقتصادية والبناء والتصدير.
- تم تغيير اسم Konstruktionsamt ("إدارة الإنشاءات") ، التي تم تشكيلها في عام 1936، إلى Amt Kriegsschiffsbau ("إدارة بناء السفن الحربية") في عام 1939 ، وفي وقت لاحق من نفس العام إلى Hauptamt Kriegsschiffsbau ("رئيس إدارة بناء السفن الحربية")، قبل العودة إلى إسمها السابق في عام 1944. كما يوحي اسمها، تقع مسؤولية هذا القسم عن بناء سفن جديدة للبحرية، والتعامل مع تصميم وهندسة السفن وغزاصات يو، والعمل مع الموردين وأحواض بناء السفن، والاتصال مع وزارة التسلح والإنتاج الحربي.

يعتبر (قائد الأسطول) في البحرية الألمانية أحد الأعضاء العاملين في القيادة العليا للقوات البحرية.

## قائمة القادة
قادة القيادة العليا للقوات البحرية: 
| الرقم | صورة                  | القيادة العليا للقوات البحرية                      | تولى المنصب          | ترك المنصب           | مدة شغل المنصب    |
| ----- | --------------------- | -------------------------------------------------- | -------------------- | -------------------- | ----------------- |
| 1     | إريش رايدر            | الأدميرال الأعلى إريش رايدر (1876–1960)            | 1 يونيو 1935         | 30 كانون الثاني 1943 | 7 سنوات و243 أيام |
| 2     | كارل دونيتز           | الأدميرال الأعلى كارل دونيتز (1891–1980)           | 30 كانون الثاني 1943 | 1 مايو 1945          | 2 سنوات و91 أيام  |
| 3     | هانز جورج فون فريدبرج | الأدميرال الأعلى هانز جورج فون فريدبرج (1895–1945) | 1 مايو 1945          | 23 مايو 1945 †       | 22 أيام           |
| 4     | والتر ورزيشا          | الأدميرال الأعلى والتر ورزيشا (1891–1956)          | 23 May 1945          | 22 June 1945         | 30 أيام           |

### أعلام القائد الأعلى
في 7 نوفمبر 1935 أصدر وزير الرايخ فيرنر فون بلومبرج والقائد العام للقوات المسلحة الألمانية مرسومًا يأمر بإدخال شكلًا جديدًا العَلم لاستخدامه من قبل القائد العام للقوات المسلحة لسلاح البحرية كريغسمرينه. يتكون العلم من مربع أبيض عليه صليب أسود كبير. وضعت وراءها اثنين من السيوف باللون الأصفر الساطع، عبرت في زوايا قائمة مع بعضها البعض. تم تعديل العلم عندما رقي إريش رايدر في 1 أبريل 1939 إلى رتبة الأدميرال الأعلى. استمر العلم قيد الاستخدام عندما وصل كارل دونيتز إلى هذا المنصب في 30 يناير 1943. تم استبدال السيوف بزوج من الهراوات. 
- علم القائد الأعلى من ٧ نوفمبر ١٩٣٥ إلى ٣٠ مارس ١٩٣٩
- علم القائد الأعلى من ١ أبريل ١٩٣٩ إلى ٨ مايو ١٩٤٥
- علم الأدميرالنسبيكتور من ١ فبراير ١٩٤٣ إلى ٨ مايو ١٩٤٥